# Okna
Okna (deutsch: Woken b. Hirschberg) ist eine Gemeinde des Okres Česká Lípa in der Region Liberec im Norden der Tschechischen Republik und liegt westlich des Berges Bezděz (Bösig). Sie befindet sich am Oberlauf des Baches Okenský potok.

## Geschichte
Der Name Okna ist vermutlich slawischen Ursprungs. Die erste schriftliche Erwähnung stammt aus dem Jahr 1369. Damals gehörte es zum Herrschaftsbereich der Herren von Bezděz, die Kirche dem deutschen Dekanat. Die Gemeinde wechselte mehrmals die Besitzer, unter anderem gehörte es den Familien von Cebuze, von Javic und Berka von Dubá auf Hühnerwasser. Ab der Mitte des 19. Jahrhunderts bildete Okna eine Gemeinde im Gerichtsbezirk  und Bezirk Dauba.